# Богандинский
Боганди́нский — рабочий посёлок в Тюменском районе Тюменской области России. Относится как ПГТ к городским населённым пунктам на законодательном уровне, но Росстатом с 2009 года он учитывается как сельский населённый пункт.
В посёлке действуют кирпичный и нефтеперерабатывающий заводы. Нефтеперерабатывающее предприятие имеет мощность 45 тыс. твг, выпускает моторные масла.
Посёлок находится в 38 км от Тюмени по Ялуторовскому тракту, сейчас федеральной автомобильной дороге.

## Население
| 1970    | 1979    | 1989    | 2002    | 2009    | 2010  | 2012  |
| ------- | ------- | ------- | ------- | ------- | ----- | ----- |
| 4762    | ↗6598   | ↗8829   | ↗9647   | ↗10 374 | ↘9894 | ↗9925 |
| 2013    | 2014    | 2015    | 2021    | 2021    |       |       |
| ↗10 019 | ↗10 084 | ↗10 348 | ↗11 627 | →11 627 |       |       |

Население посёлка учитывается как сельское.

## История
1 ноября 1913 года была пущена в строй железнодорожная магистраль Тюмень-Омск, а месяцем раньше госкомиссия приняла в эксплуатацию построенную за два года станцию Богандинская. Станция, а затем и посёлок получили название от реки Боганды. Топоним «боганда» — производное от татарских слов «буян» — «сегодня» и «анда» — «место», то есть «недалёкое место, куда можно добраться за один день, сегодня».
В 1923 году в выселке Станционном, как тогда назывался посёлок, было семь домов и проживало 54 человека, семьи путеобходчиков, стрелочников, ремонтников и дежурных. Через два года здесь открылась начальная школа.
В конце 1920-х—начале 1930-х годов в ближайших сёлах были организованы колхозы. В период сплошной коллективизации в посёлке появились первые спецпереселенцы — раскулаченные украинцы, которых направили на лесозаготовки; было налажено производство шпал.
В середине 1930-х годов около железной дороги были построены склады конторы «Заготзерно», пункты приёма сена и молока. В 1939 году образовано Богандинское лесничество, в 1942-м — леспромхоз, который просуществовал 50 лет, начала действовать пекарня, железнодорожников снабжал хлебом, другими продуктами специальный вагон-лавка. В те же годы появляется лесозаготовительная контора треста «Омскпромстрой», после войны сюда были направлены 12 семей, родители которых бежали из России в годы гражданской войны.
В 1960 году станция Богандинская стала центральной усадьбой крупного сельхозпредприятия — совхоза «Тюменский», основной вид деятельности которого был откорм быков.
В 1962—1963 годах велось строительство военного городка для ракетчиков: несколько четырёхэтажных домов, пекарни, госпиталя, магазина, клуба, бани, школы и детского сада.
В 1967 году получил статус посёлка городского типа.
Почти все промышленные и социально-культурные объекты в новой части посёлка построило Богандинское строительно-монтажное управление, созданное в 1971 году. СМУ входило в состав «Облколхозстройобъединения». Появились дом культуры, детский сад «Берёзка», школа № 1, поликлиника, почта, сберкасса и другие объекты. Сегодня старейшая строительная компания носит название ООО «Партнёр».
Муниципальное образование — крупный промышленный центр. По его территории проходят трансконтинентальные нефтепроводы Самотлор-Курган-Альметьевск и Самотлор-Курган-Самара, а также магистральный газопровод Уренгой-Сургут-Челябинск. В посёлке расположены Богандинская промышленная площадка Тюменского линейно-производственного управления ООО «Газпром трансгаз Сургут», завод моторных масел «Лукойл» (Тюменский филиал ООО «ЛЛК-Интернешнл»), завод по производству бензина и дизтоплива (Богандинский газоконденсатный завод).
Образовательная сеть в посёлке состоит из четырёх средних, трёх детских садов, детской музыкальной школы. Медицинские услуги населению оказывают поликлиника (филиал Тюменской областной больницы № 19), ФАП «Сосновый», медсанчасть, подстанция «скорой помощи», аптека и три аптечных киоска.
Досуг организуют учреждения культуры и спорта. В 26 творческих коллективах дома культуры занимаются почти 700 человек, восемь коллективов стали лауреатами областных и районных конкурсов. В спорткомплексе при доме культуры занимаются сто человек. Работают секции волейбола, настольного тенниса, тяжёлой атлетики, шахмат. Построены два хоккейных кортов, биатлонный класс при школе № 1, оборудование поставил спонсор — завод моторных масел. Книжный фонд поселковой библиотеки составляет 35 тысяч книг и журналов. К услугам населения один центр культуры и досуга, две библиотеки, два спортивных зала.